# Луций Волузий Сатурнин (консул 87 г.)
Вижте пояснителната страница за други личности с името Луций Волузий Сатурнин.
Луций Волузий Сатурнин (на латински: Lucius Volusius Saturninus) e политик и сенатор на Римската империя през 1 век.
Сатурнин произлиза от старата преторска фамилия Волузии. Син е на Квинт Волузий Сатурнин (консул 56 г.) и брат на Квинт Волузий Сатурнин (консул 92 г.).
През 87 г. той е консул заедно с император Домициан (за XIII път).